# Jacques Létourneau (acteur)
Pour les articles homonymes, voir Jacques Létourneau.
Jacques Létourneau, né le 30 avril 1929 à Québec est un acteur et scénariste québécois. 

## Biographie
Jacques Létourneau est né à Québec le 30 avril 1929. Il est le frère d'Yves Létourneau, l'ex-époux de Monique Lepage et le père d'Anne Létourneau, Richard Létourneau et Marc Létourneau. Il a fait ses débuts en 1947 à Québec. Il a été annonceur à la radio CHRC de Québec. On a pu le voir à la télé dans 14, rue de Galais, Le pendu dépendu et Le voyage de monsieur Perrichon, mais il s'est surtout fait remarquer dans le rôle du Pirate Maboule dans La Boîte à Surprise. Jacques a aussi fait beaucoup de théâtre (Virage Dangereux, Roméo et Juliette, Le Chant des Cigales, Le Malade Imaginaire, etc.)

## Filmographie

### Acteur
- 1954 : 14, rue de Galais (série télévisée) : Fernand Michaud
- 1960 : Walk Down Any Street
- 1968 : Le Pirate Maboule (série télévisée) : Le Pirate Maboule
- 1979 : L'Arrache-cœur : Le père de Céline

### Scénariste
- 1959 : CF-RCK (série télévisée) : CF-RCK
- 1962 : Les Enquêtes Jobidon (série télévisée) : Les Enquêtes Jobidon
- 1963 : Ti-Jean caribou (série télévisée) : Ti-Jean Caribou
- 1968 : Le Pirate Maboule (série télévisée) : Le Pirate Maboule